# Föritztal
Föritztal es un municipio alemán perteneciente al distrito de Sonneberg de Turingia.
El municipio fue fundado el 6 de julio de 2018 mediante la fusión de los antiguos municipios de Föritz, Judenbach y Neuhaus-Schierschnitz. Recibe su nombre del río Föritz, un afluente local del río Steinach. Las oficinas municipales tienen su sede en Neuhaus-Schierschnitz con una sucursal en Judenbach.
Con una población total acumulada de 8810 habitantes en los tres antiguos municipios a 31 de diciembre de 2017, el municipio comprende las localidades de Eichitz, Föritz, Gefell, Heinersdorf, Heubisch, Jagdshof, Judenbach, Lindenberg, Mogger, Mönchsberg, Mupperg, Neuenbau, Neuhaus-Schierschnitz (con Buch, Gessendorf, Mark, Neuhaus y Schierschnitz), Oerlsdorf, Rotheul, Rottmar, Schwärzdorf, Sichelreuth y Weidhausen.
Se ubica en el límite con Baviera y comprende un conjunto de áreas rurales en la periferia oriental y meridional de la capital distrital Sonneberg.